# 211380 Kevinwoyjeck
211380 Kevinwoyjeck è un asteroide della fascia principale. Scoperto nel 2002, presenta un'orbita caratterizzata da un semiasse maggiore pari a 2,7178549 UA e da un'eccentricità di 0,0623400, inclinata di 6,84304° rispetto all'eclittica.